# Zakład single
Zakład single – zakład bukmacherski złożony tylko z jednego zdarzenia, postawionego na jednym kuponie.

## Przykład
Mecz Real Madryt – FC Barcelona. Gracz obstawia tylko to spotkanie. Załóżmy, że kurs na zwycięstwo Realu wynosi 1.85. Gracz stawia kupon za 10 zł. Wygrana wyniesie zatem 18,50 zł minus podatek, który wynosi w Polsce 12%.

## Zalety i wady

### Zalety
- proste i przejrzyste zasady
- dla początkujących
- duży procent zwycięskich kuponów

### Wady
- mały zysk